# Taberna Fraunces
La Taberna Fraunces (en inglés, Fraunces Tavern) es un museo y restaurante de la ciudad de Nueva York (Estados Unidos). Está ubicado en 54 Pearl Street en la esquina de Broad Street en el Distrito Financiero del Bajo Manhattan. La ubicación desempeñó un papel destacado en la época de la Revolución de las Trece Colonias. En varios momentos de su historia, fue usada como sede por George Washington y también un lugar para las negociaciones de paz con los británicos. Albergó oficinas federales en la República Temprana.
La Taberna Fraunces ha sido propiedad desde 1904 de los Hijos de la Revoloción en el estado de Nueva York Inc., que llevó a cabo una importante reconstrucción conjetural y afirma que es el edificio sobreviviente más antiguo de Manhattan. El museo interpreta el edificio y su historia, junto con variadas exhibiciones de arte y artefactos. La taberna es un sitio turístico y forma parte del American Whisky Trail y del New York Freedom Trail. Está incluido en el Registro Nacional de Lugares Históricos y es un hito designado por la ciudad de Nueva York. Además, la cuadra en la que se encuentra la Taberna Fraunces es un distrito histórico nacional y un distrito histórico designado por la ciudad de Nueva York.

## Primeros años

### Historia prerrevolucionaria
El alcalde de Nueva York, Stephanus van Cortlandt, construyó su casa en 1671 en el sitio, pero se retiró a su mansión en el río Hudson y entregó la propiedad en 1700 a su yerno, Étienne "Stephen" DeLancey, un hugonote francés que se había casado. Anne, la hija de Van Cortlandt. La familia DeLancey compitió con la familia Livingston por el liderazgo de la Provincia de Nueva York.
DeLancey construyó el edificio actual como casa en 1719. Los pequeños ladrillos amarillos utilizados en su construcción fueron importados de la República Holandesa y la mansión de tamaño considerable ocupó un lugar destacado en la provincia por su calidad. Sus herederos vendieron el edificio en 1762 a Samuel Fraunces, quien convirtió la casa en la popular taberna, primero llamada Queen's Head.
Antes de la Revolución de las Trece Colonias, el edificio era uno de los lugares de reunión de la sociedad secreta, los Hijos de la Libertad. Durante el motín del té provocado por la aprobación de la Ley del Té de 1773 por el Parlamento Británico, los patriotas obligaron a un capitán naval británico que intentaba llevar té a Nueva York a disculparse públicamente en el edificio. Los patriotas, disfrazados de indios americanos (como los del Boston Tea Party), arrojaron el cargamento de té del barco en el puerto de Nueva York.
En 1768, la Cámara de Comercio de Nueva York fue fundada por una reunión en el edificio. 

### Revolución
En agosto de 1775, los estadounidenses, principalmente los 'Hearts of Oak', una milicia estudiantil del Kings College, de la que era miembro Alexander Hamilton, tomaron posesión de los cañones de la batería de artillería en el extremo sur de Manhattan y dispararon contra el HMS Asia. El barco de la Royal Navy británica tomó represalias disparando una andanada de 32 cañones contra la ciudad, enviando una bala de cañón a través del techo del edificio.
Cuando casi se ganó la guerra, el edificio fue el lugar de las reuniones de la "Junta de Investigación Británico-Estadounidense", que negoció para garantizar a los líderes estadounidenses que ninguna "propiedad estadounidense" (es decir, los antiguos esclavos que fueron emancipados por los británicos para su servicio militar) se le permita salir con las tropas británicas. Dirigidos por el general de brigada Samuel Birch, los miembros de la junta revisaron las pruebas y los testimonios que dieron los esclavos liberados todos los miércoles desde abril hasta noviembre de 1783, y los representantes británicos lograron garantizar que casi todos los negros leales de Nueva York mantuvieran su libertad y pudieran ser evacuado con los "casacas rojas" cuando se fueron si así lo desea. A través de este proceso, Birch creó el Libro de los negros.

#### La despedida de Washington a sus oficiales
Una semana después de que las tropas británicas evacuaran Nueva York el 25 de noviembre de 1783, la taberna organizó una elaborada cena de "festín de tortugas", el 4 de diciembre de 1783, en el Long Room del edificio para el general George Washington durante el cual se despidió de sus oficiales del Ejército Continental diciendo "[con] un corazón lleno de amor y gratitud, ahora me despido de ustedes. Deseo devotamente que sus últimos días sean tan prósperos y felices como los anteriores han sido gloriosos y honorables". Tras su despedida, tomó de la mano a cada uno de sus oficiales para unas palabras personales.

### Postrevolución
En enero de 1785, la ciudad de Nueva York se convirtió en la sede del Congreso de la Confederación, el gobierno central de la nación bajo los "Artículos de Confederación y Unión Perpetua". Los departamentos de Asuntos Exteriores, Finanzas y Guerra tenían sus oficinas en Fraunces Tavern.
Con la ratificación de la Constitución de los Estados Unidos en marzo de 1789, los departamentos del Congreso de la Confederación se convirtieron en departamentos federales y la ciudad de Nueva York se convirtió en la primera capital nacional oficial. La toma de posesión de George Washington como primer presidente de los Estados Unidos tuvo lugar en abril de 1789. Bajo la Ley de Residencia de julio de 1789, el Congreso trasladó la capital nacional a Filadelfia, Pensilvania por un período de 10 años, mientras que la capital nacional permanente estaba en construcción en lo que ahora es Washington D. C.. Los departamentos federales desocuparon sus oficinas en el edificio y se trasladaron a Filadelfia en 1790.

## SiglosXIXyXX

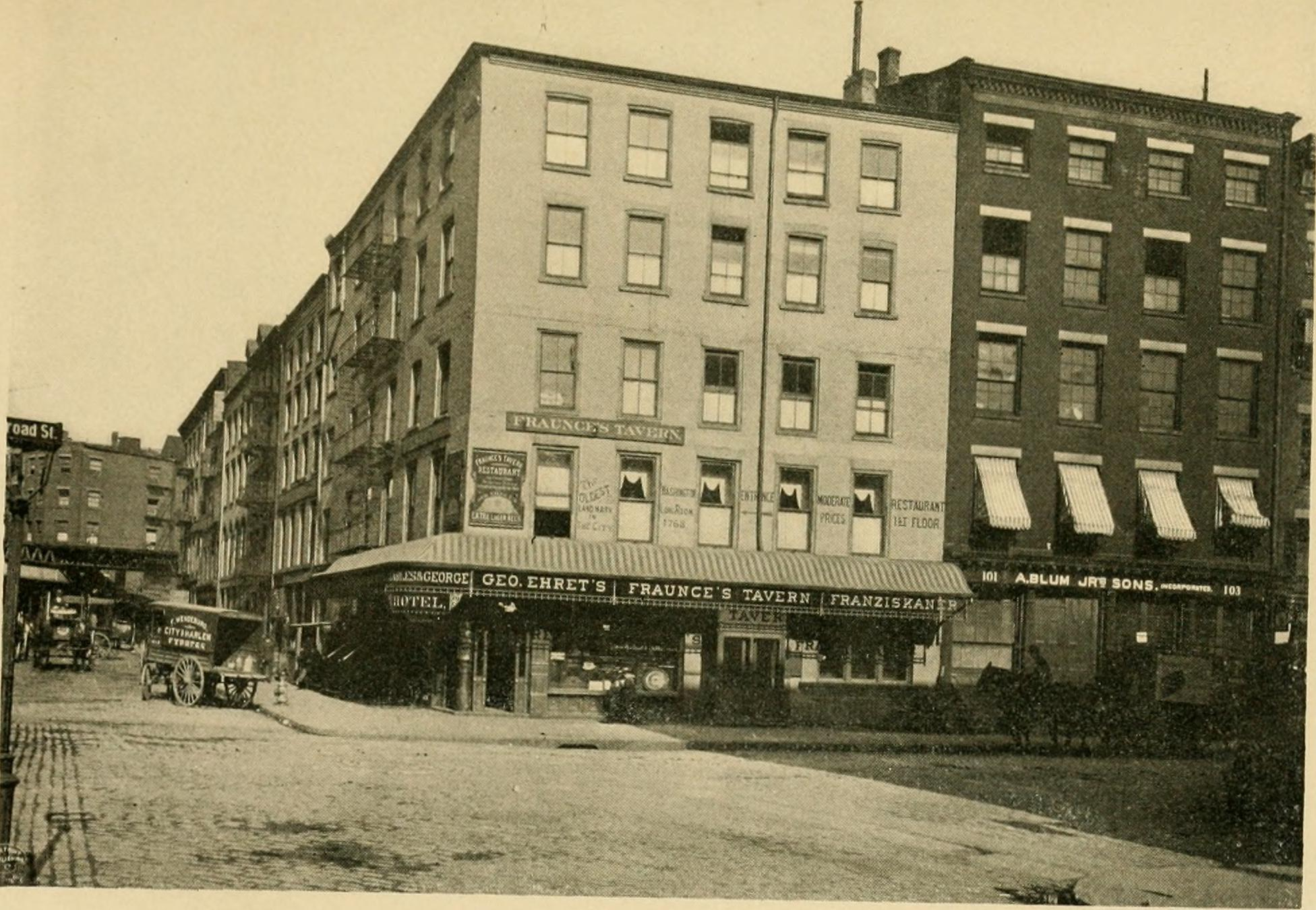
Taberna Fraunces, entre la reforma de 1890 y la restauración de 1900.

El edificio funcionó durante gran parte del siglo XIX, pero sufrió varios incendios graves a partir de 1832. Habiendo sido reconstruida varias veces, la apariencia de la estructura cambió hasta el punto de que se desconoce el diseño original del edificio. El edificio fue propiedad de Malvina Keteltas a principios del siglo XIX. Ernst Buermeyer y su familia arrendaron parte de la propiedad en 1845 y administraron un hotel llamado Broad Street House en este lugar hasta 1860. Después de un desastroso incendio en 1852, se agregaron dos pisos, lo que hace que la Taberna tenga un total de cinco pisos de altura. En 1890, la taberna se bajó al nivel de la calle y se remodeló el exterior del primer piso, y sus maderas originales se vendieron como recuerdos. La sociedad local de Manhattan de la Sociedad Nacional de los Hijosde la Revolución Americana se encuentra en Fraunces Tavern. A partir de 2020, la presidenta de la Sociedad Senior es la Sra. Elsye Richardson.

### Restauración

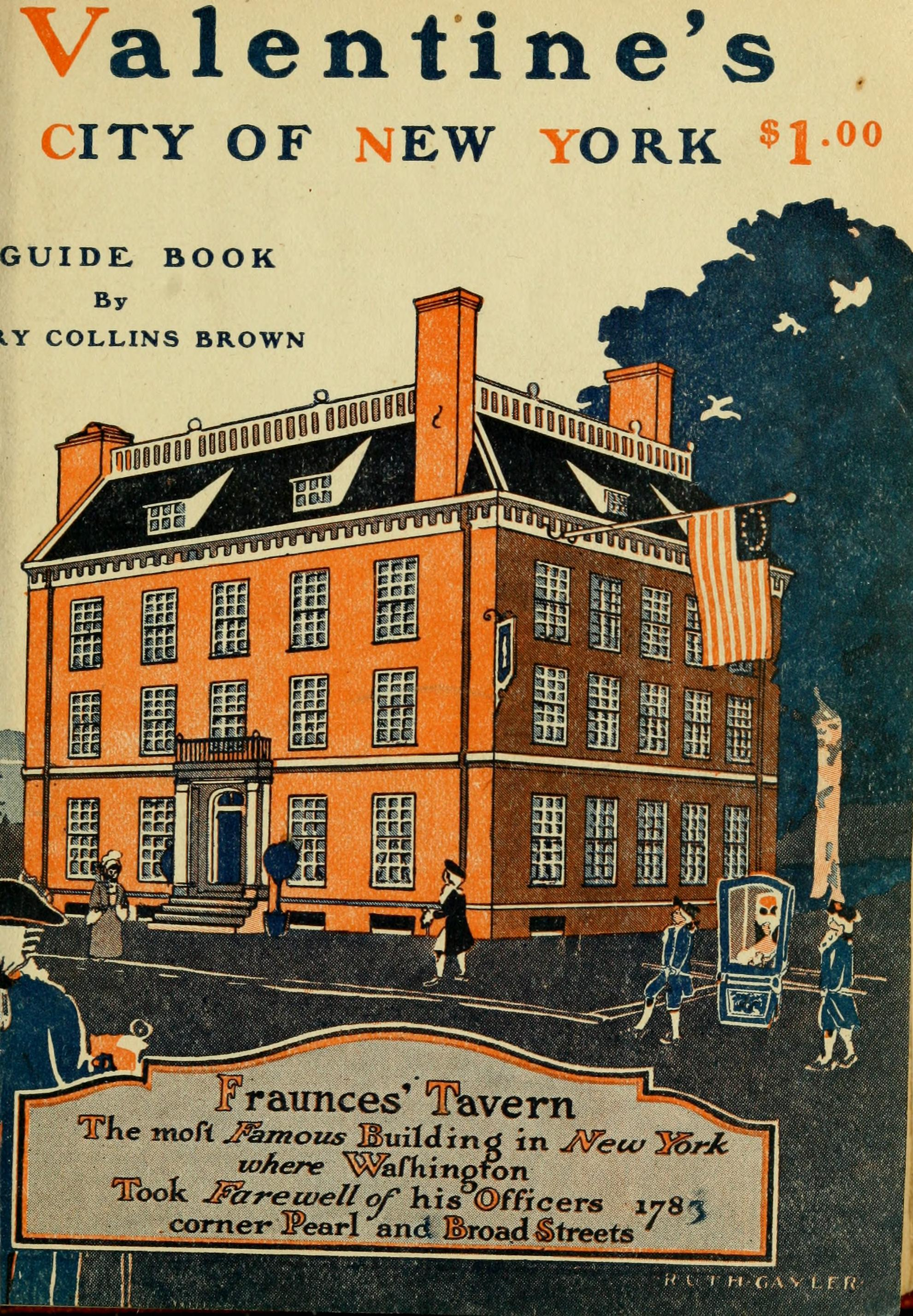
La guía de San Valentín de la ciudad de Nueva York (1920) de Henry Collins Brown, presentaba la taberna en la portada.

En 1900, la taberna fue programada para ser demolida por sus propietarios, quienes, según los informes, querían usar el terreno para un estacionamiento. Varias organizaciones, en particular las Hijas de la Revolución Americana, trabajaron para preservarlo y convencieron a los líderes del gobierno del estado de Nueva York para que usaran su poder de dominio eminente y designaran el edificio como parque (que era la única cláusula de las ordenanzas municipales). que podría ser utilizado para la protección, ya que las leyes no estaban previstas en ese momento para el tema de la " preservación histórica ", entonces en sus inicios). La designación temporal fue rescindida más tarde cuando la propiedad fue adquirida en 1904 por los Hijos de la Revoloción, principalmente con fondos legados por Frederick Samuel Tallmadge, nieto de Benjamin Tallmadge, jefe de inteligencia de George Washington durante el Revolución (una placa que representa a Tallmadge está colocada en el edificio). Una extensa reconstrucción se completó en 1907 bajo la supervisión del arquitecto William Mersereau para la preservación histórica. Una guía de la época llamó a la taberna "el edificio más famoso de Nueva York".
El historiador Randall Gabrielan escribió en 2000 que "Mersereau afirmó que su remodelación de la Taberna Fraunces era fiel al original, pero el diseño fue controvertido en su época. No hubo discusión sobre la eliminación de los pisos superiores, que se sabe que se agregaron durante el uso comercial del edificio en el siglo XIX, pero se cuestionó la adición del techo a cuatro aguas. Usó la Philipse Manor House en Yonkers como guía de estilo y afirmó seguir la línea del techo del original, tal como se encontró durante la construcción, trazada en los ladrillos de un edificio contiguo". Los arquitectos Norval White y Elliot Willensky escribieron en 2000 que el edificio era "una reconstrucción altamente conjetural, no una restauración, basada en edificios 'típicos' de 'la época', partes de las paredes restantes y muchas conjeturas". Daniela Salazar del sitio web Untapped New York está de acuerdo y afirma que "la reconstrucción fue extremadamente especulativa y resultó en una construcción casi completamente nueva".
El edificio fue declarado hito en 1965 por la Comisión de Preservación de Monumentos Históricos de la ciudad de Nueva York, y el bloque de la ciudad circundante delimitado por Pearl Street, Water Street, Broad Street y Coenties Slip se incluyó el 14 de noviembre de 1978. El Servicio de Parques Nacionales agregó la manzana circundante al Registro Nacional de Lugares Históricos (NRHP) el 28 de abril de 1977, y el edificio se agregó al NRHP el 6 de marzo de 2008.

### Bomba
Una bomba explotó en la taberna el 24 de enero de 1975. Mató a cuatro personas e hirió a más de 50. La organización paramilitar clandestina puertorriqueña "Fuerzas Armadas de Liberación Nacional Puertorriqueña" (Fuerzas Armadas de Liberación Nacional de Puerto Rico, o FALN), que había ejecutado otros incidentes con bombas en Nueva York en la década de 1970, se atribuyó la responsabilidad. A 2022 nadie había sido procesado por el atentado.
En una nota que la policía encontró en una cabina telefónica cercana, las FALN escribieron: "nosotros... asumimos toda la responsabilidad por la bomba especialmente detonada (sic) que explotó hoy en Fraunces Tavern, con ejecutivos corporativos reaccionarios adentro". La nota explicaba que la bomba, aproximadamente 10 libras de dinamita que se había metido en un maletín y se deslizó en el pasillo de entrada de la taberna, fue una represalia por la "bomba ordenada por la CIA" que mató a tres e hirió a 11 en un restaurante en Mayagüez, Puerto. Rico, dos semanas antes.[cita requerida] A 2012 de 12 , se cuelga una placa conmemorativa con los nombres de algunas víctimas en el gran comedor de la taberna.

## Historia reciente
Desde 1907, el Museo de la Taberna Fraunces en el segundo y tercer piso ha ayudado a interpretar la Taberna Fraunces y su colección de artefactos. Comprende nueve galerías: la colección John Ward Dunsmore de escenas pintadas de la revolución estadounidense; la galería de retratos de George Washington de Elizabeth y Stanley DeForest Scott; el Long Room, el sitio de la famosa cena de despedida del general George Washington; la Sala Clinton, una recreación de un comedor de estilo federalista; la Galería McEntee, que representa la historia de los Hijos de la Revolución; el Centro de Educación Davis (Galería de Banderas); y una serie de otras galerías y espacios utilizados para exposiciones periódicas. En 2014, por ejemplo, el museo exhibió 27 mapas de los años 1700 y 1800, incluido un mapa nunca antes visto de 1804 que representa las rutas postales de los Estados Unidos.
El edificio sirvió como ubicación de la oficina de la Sociedad General, Hijos de la Revolución (una organización patrimonial similar y que compite con los "Hijos de la Revolución Americana") hasta 2002, cuando la Sociedad General se mudó a Independence, en Misuri. El Museo tiene varias galerías de arte y artefactos sobre la Revolución, incluida la Galería McEntee los Hijos de la Revoloción que muestra gran parte de la historia de la Sociedad. En 2011, el Museo organizó una ceremonia especial de naturalización para los nuevos ciudadanos.

## Galería

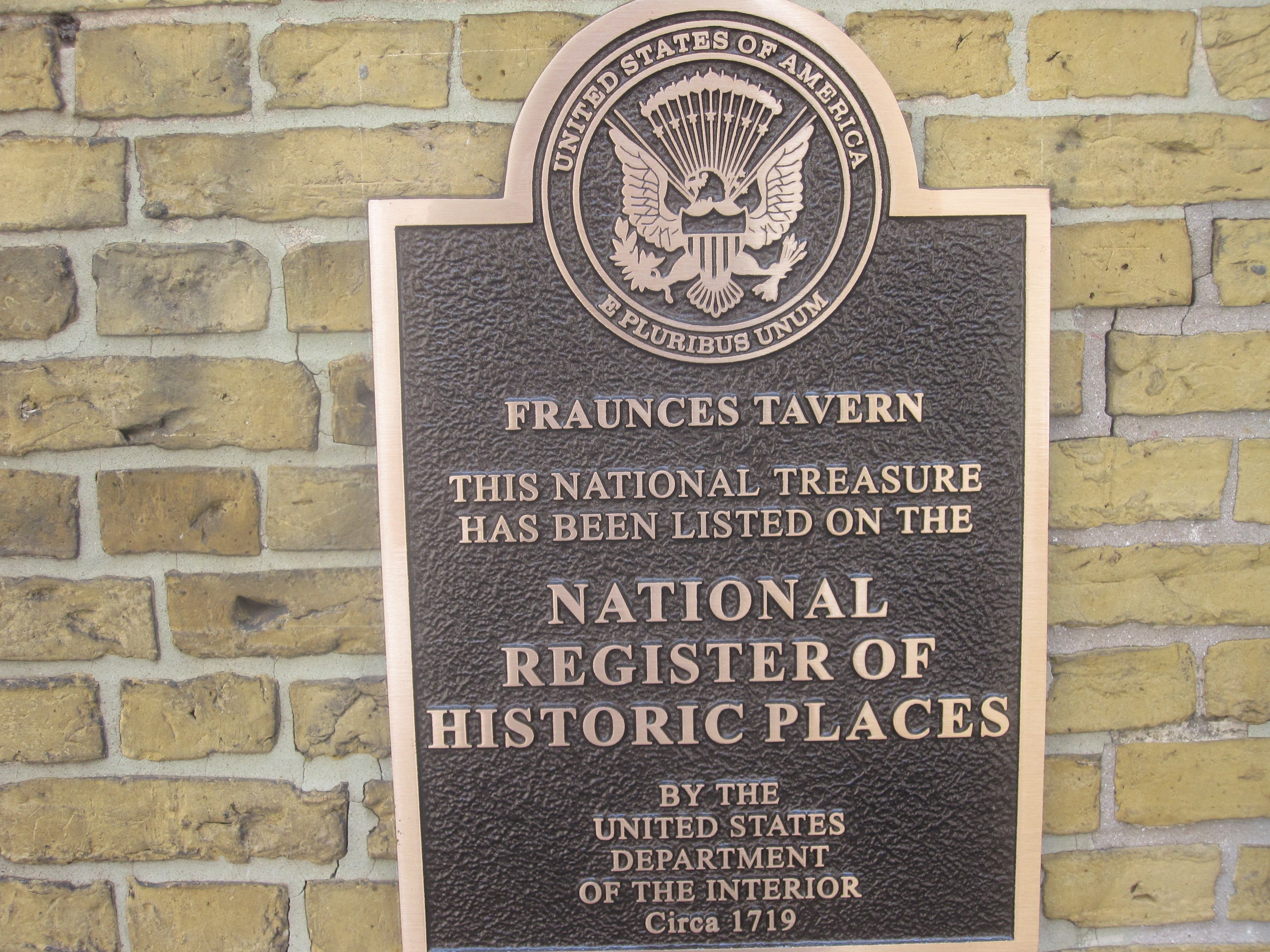
NRHP
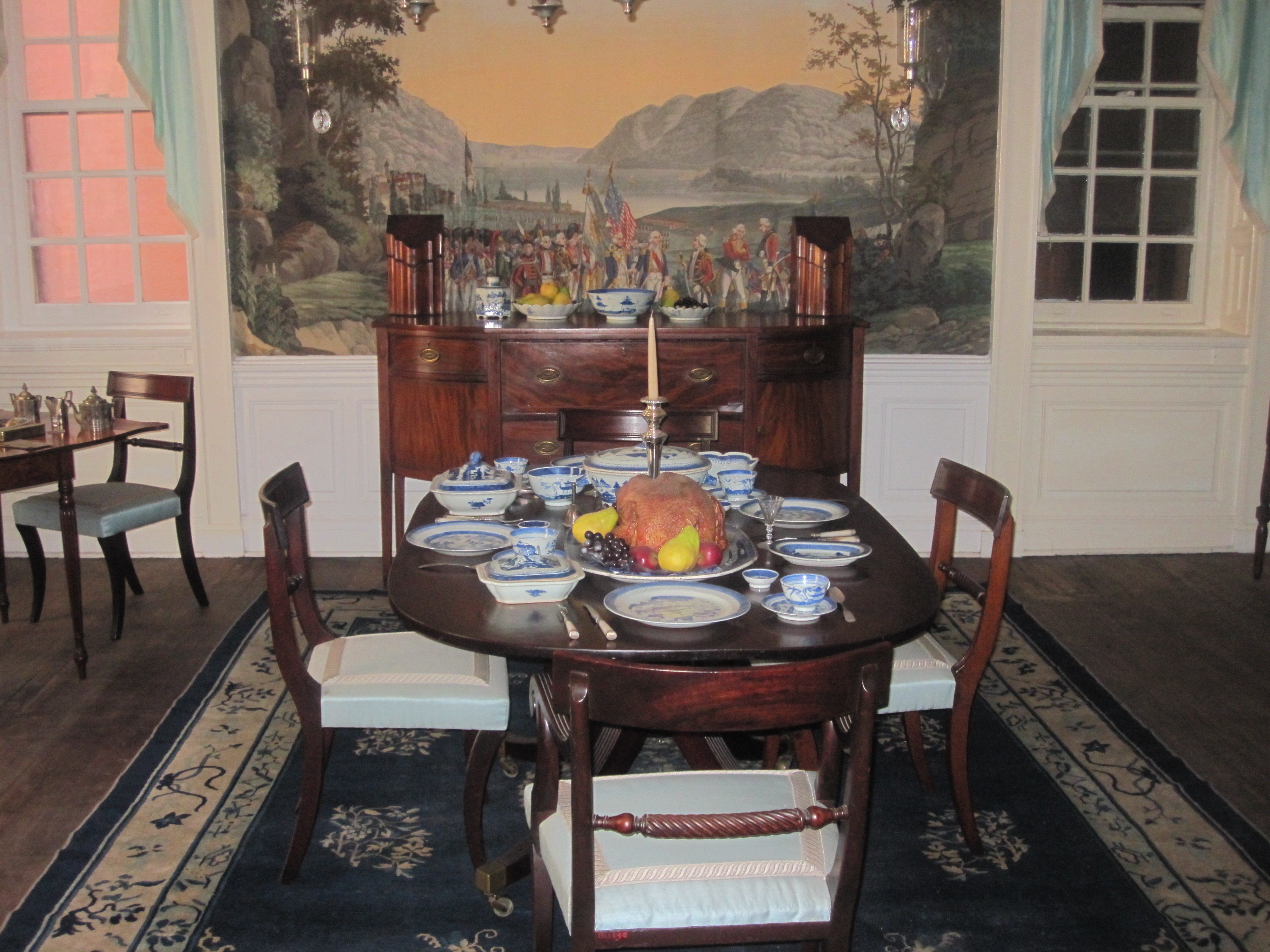
Sala George Clinton en el Museo
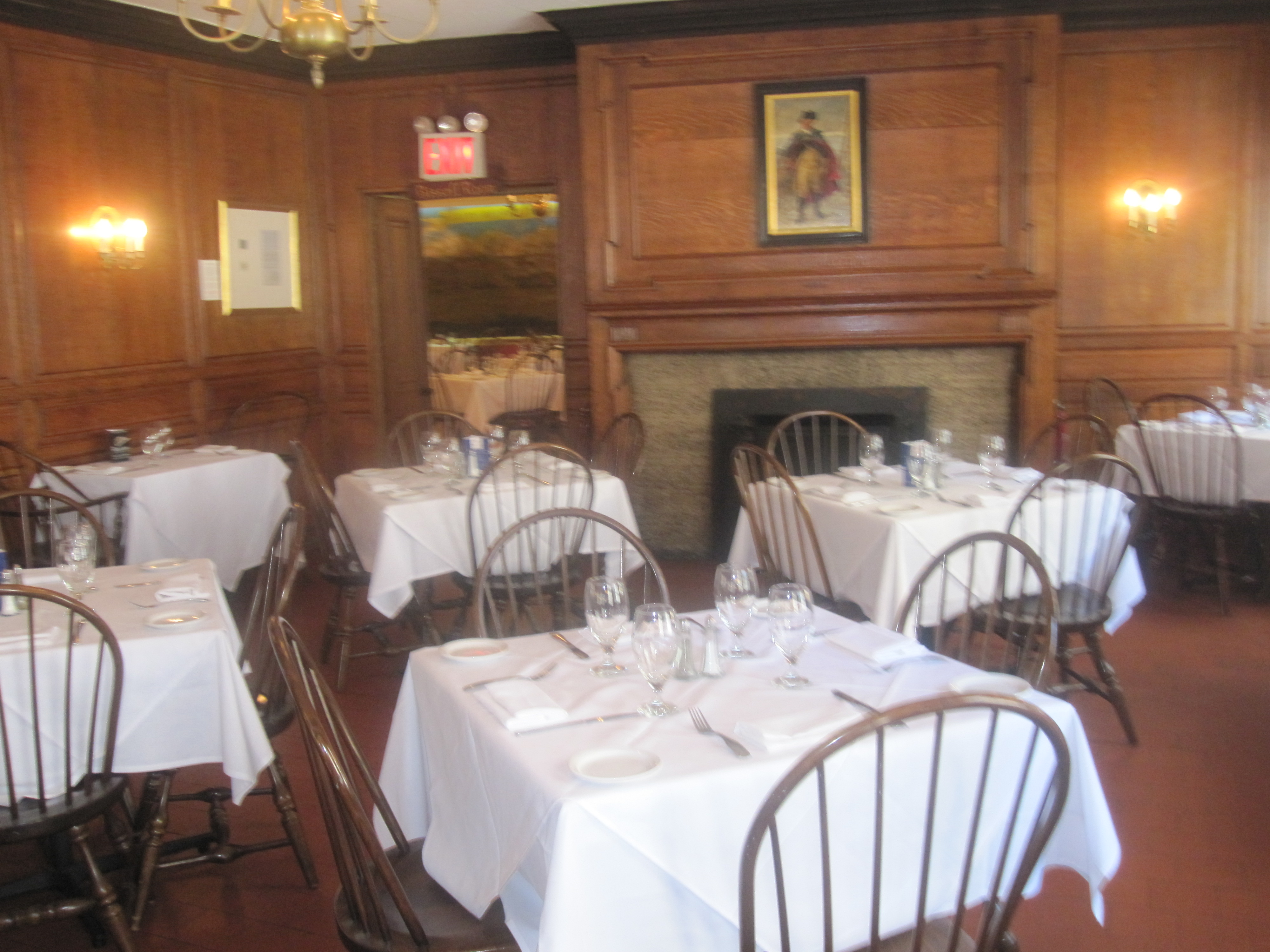
Comedor

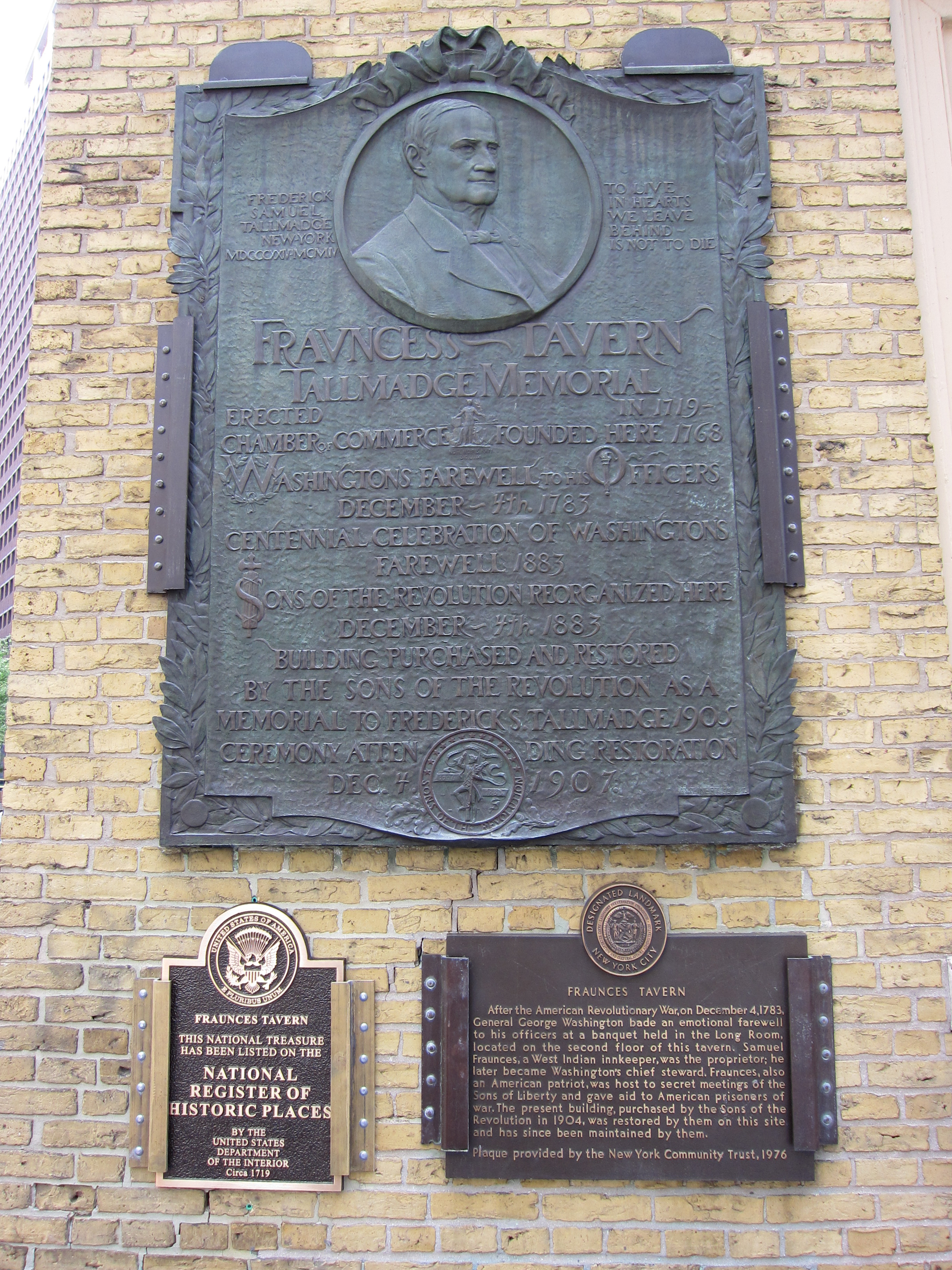
Placas
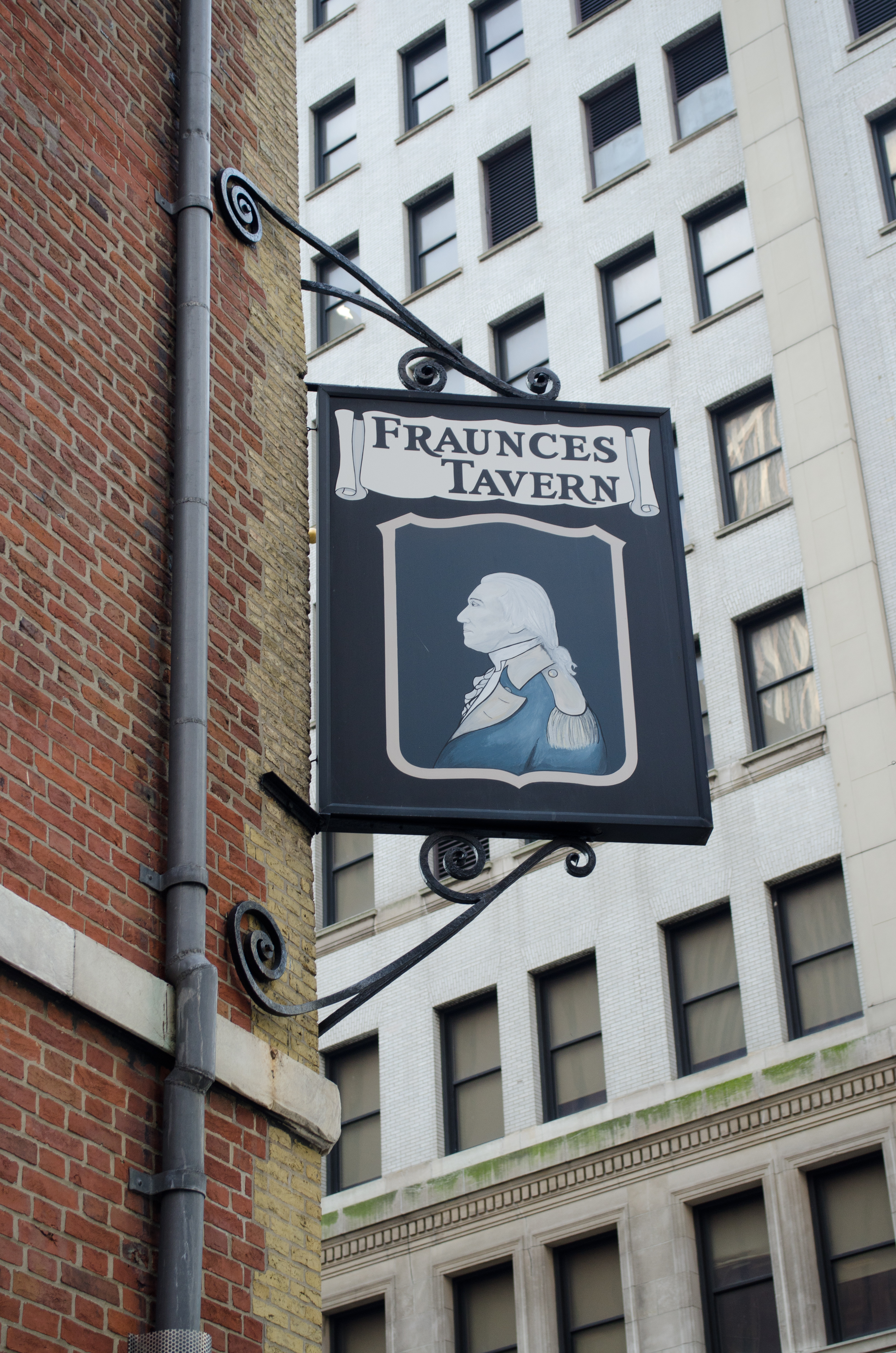
Entrada
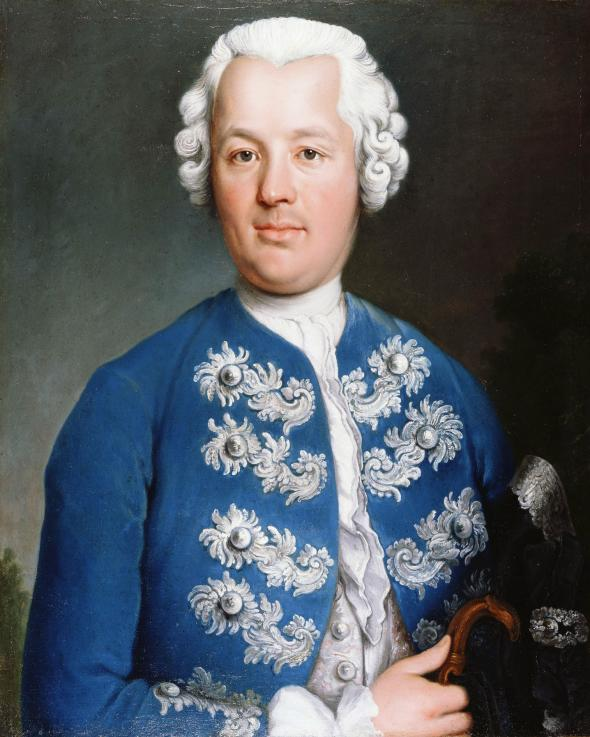
Retrato de Samuel Fraunces
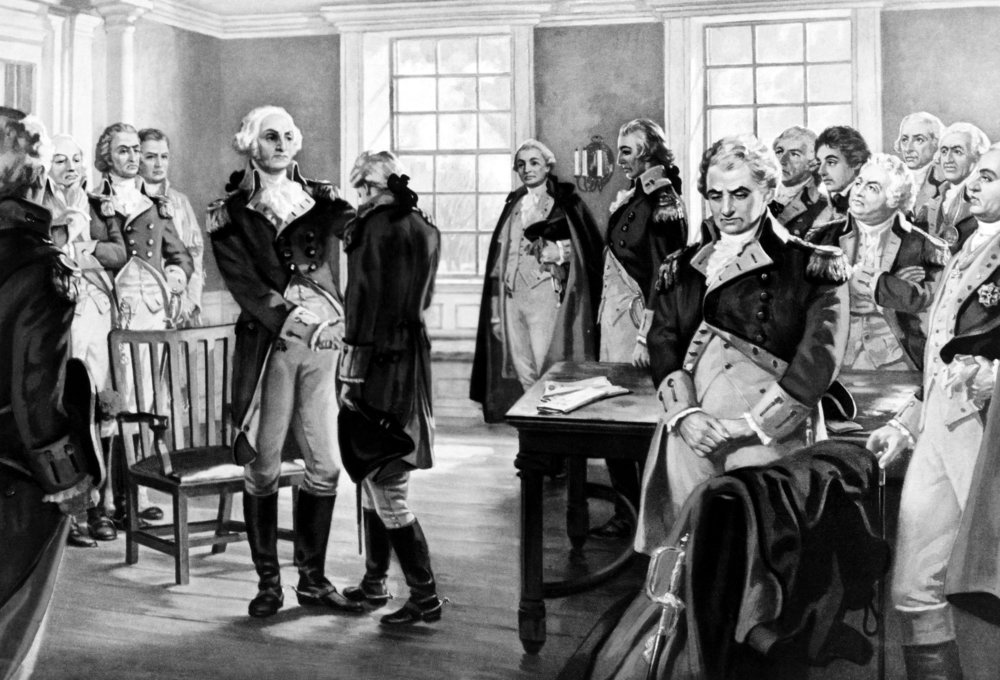
George Washington se despide de sus tropas en la Taberna Fraunces